# Azilsartan
Azilsartan (Handelsname Edarbi) ist ein Arzneistoff aus der Gruppe der Angiotensin-II-Rezeptorantagonisten, der zur Behandlung von essentiellem Bluthochdruck (essentielle Hypertonie) bei Erwachsenen eingesetzt wird.

## Klinische Angaben

### Art und Dauer der Anwendung
Die Therapie mit Azilsartan kann als Monotherapie oder als Kombinationstherapie mit anderen Antihypertensiva erfolgen.
Als Anfangsdosis werden 40 mg einmal täglich empfohlen. Wenn dadurch keine ausreichende Blutdruckkontrolle möglich ist, kann die Dosis auf maximal 80 mg einmal täglich erhöht werden.

### Gegenanzeigen
Wie andere Sartane ist auch Azilsartan im zweiten und dritten Trimenon der Schwangerschaft kontraindiziert, die Anwendung im ersten Trimenon wird nicht empfohlen.

## Wirkungsmechanismus

Die als Progdrug eingesetzte Verbindung Azilsartanmedoxomil

Der Wirkstoff wird als Kaliumsalz seines Prodrugs Azilsartanmedoxomil (ein Ester der Carbonsäure Azilsartan, Handelsname Edarbi) eingesetzt, welches nach oraler Anwendung rasch in die wirksame Form, Azilsartan, umgewandelt wird.
Der Wirkmechanismus entspricht dem der übrigen AT1-Antagonisten und ist ausführlich im Artikel über die Wirkstoffgruppe der Sartane beschrieben.

## Handelsnamen
Edarbi (D, CH)

## Frühe Nutzenbewertung
Eine frühe Nutzenbewertung nach AMNOG liegt für Azilsartan nicht vor. Der Wirkstoff wurde 2012 daher einer Festbetragsgruppe zugeordnet.